# Pulverschnee

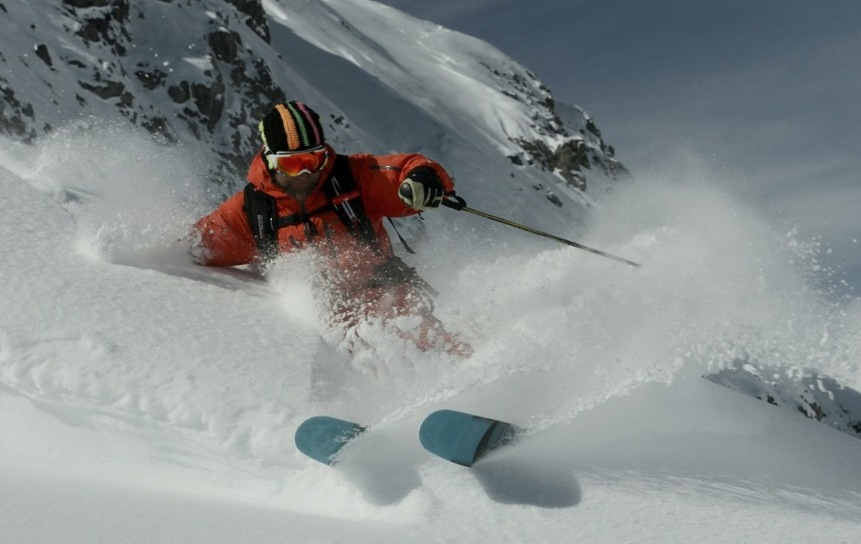
Die extrem lockere Konsistenz von Pulverschnee zeigt sich erst bei einer mechanischen Beeinflussung, hier durch einen Tiefschneefahrer im hochgelegenen Skigebiet Arlberg.

Pulverschnee ist trockener Schnee, der sich nicht zusammenballen lässt und auch unter Druck nicht zusammenklebt. Er hat einen vergleichsweise hohen Anteil an Luft: seine Dichte liegt unter 60 kg/m³.

## Beschreibung

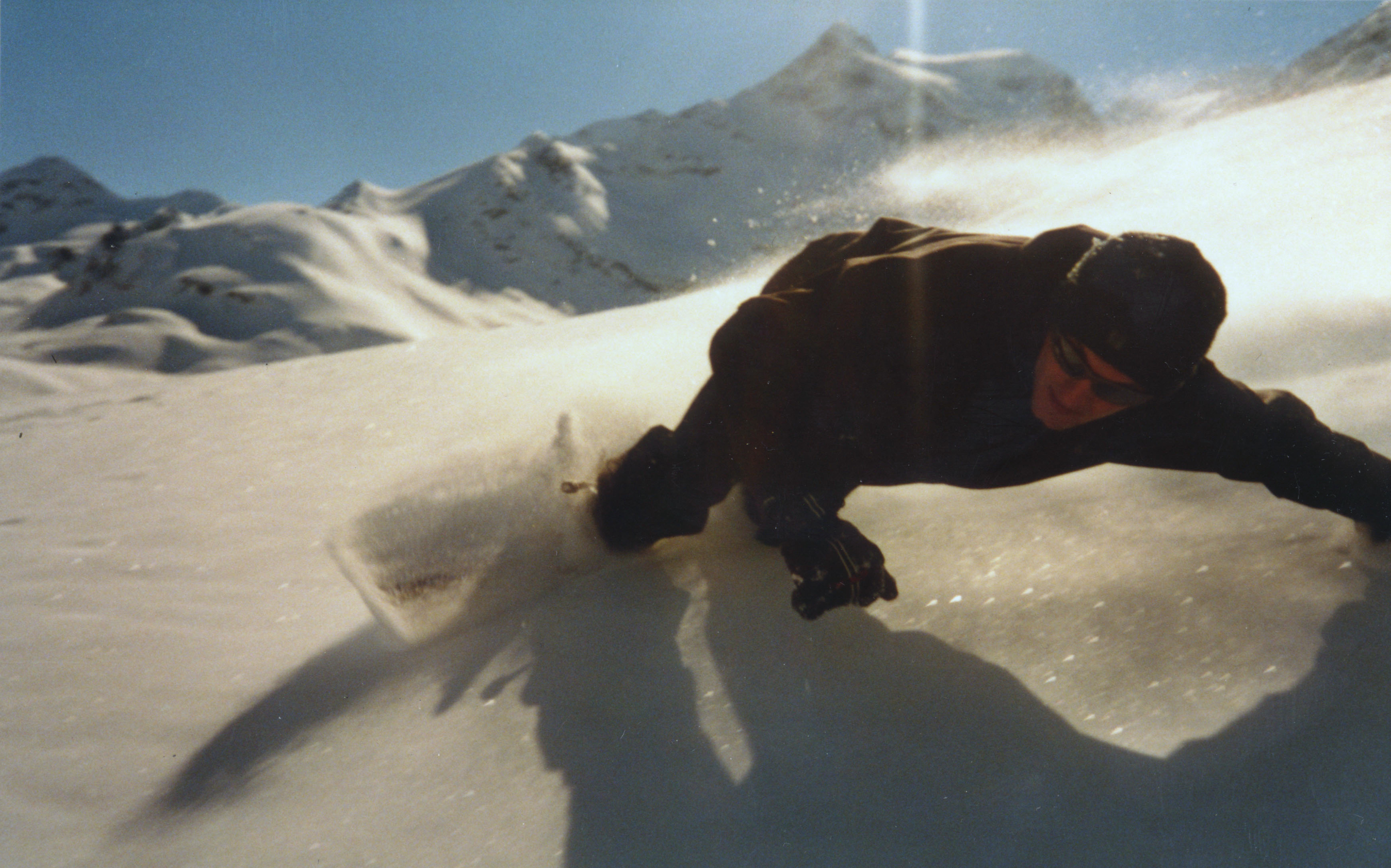
Durch seine Konsistenz kann Pulverschnee fließen, wie auf der Oberseite des Snowboards zu erkennen

Aufgrund von Vergleichen anhand international gültiger Klassifizierungssysteme wurde festgestellt, dass sich Schneeflocken, die vom Himmel fallen, sich in diesem Zustand kaum voneinander unterscheiden. Wenn es schneit, ist der Schnee noch etwas wärmer, wodurch sich die Schneeflocken gut ausbilden können. Zwischen 3000 und 4000 Metern Höhe ist die Luft jedoch kalt, der Schnee kühlt gleich wieder ab und gefriert. Bei größeren Höhenlage bleibt der Schnee auch extrem trocken und wird deshalb nicht so leicht klebrig. Pulverschnee findet man daher am häufigsten in Gebirgslagen, in den Alpen am ehesten auf Gletschern, die auf einer Höhe von über 2500 Metern liegen.
In den europäischen Alpen bestimmt der Atlantik das Klima. Von ihm stammt die Feuchtigkeit und die Luft wird meist nur mäßig feucht-kalt, aber selten richtig kalt. Auch in den Alpen kann es Pulverschnee geben, wenn die Tiefs nicht gerade vom Atlantik kommen.
Pulverkristalle können sich durch Wind oder steigende Temperatur miteinander verhaken, wodurch er gebunden wird. Dies erhöht die Gefahr für Lawinen.

## „Champagne Powder“

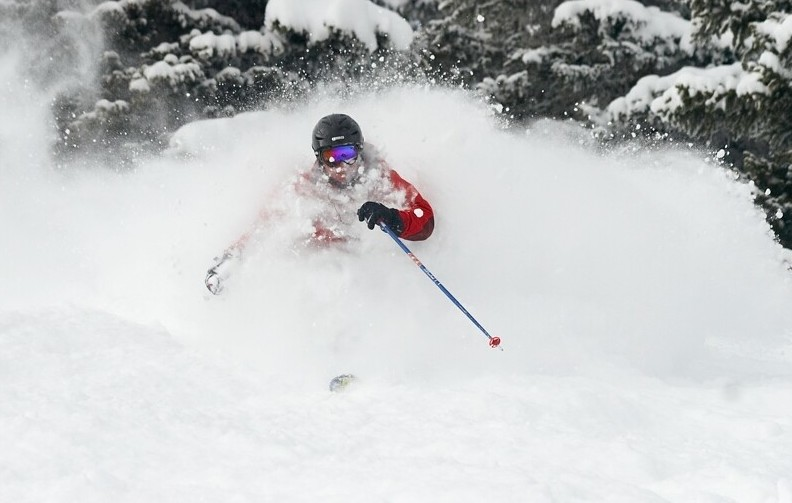
Champagne Powder im Skigebiet Aspen im amerikanischen Colorado

Champagne Powder bezeichnet einen besonders weichen und trockenen Pulverschnee, der als ideal zum Skifahren gilt. Der Begriff stammt aus den Skigebieten in den schneereichen Höhenlagen der inneren Täler der nordamerikanischen Rocky Mountains, (von Colorado über British Columbia bis Alaska), wo solche Schneebedingungen besonders häufig zu finden sind.
Die in Nordamerika regelmäßig vorkommenden arktischen Hochs mit nach Süden ziehender Kaltluft bewirken den Pulverschnee der Rocky Mountains. Während „normaler“ Pulverschnee um 10 Prozent oder mehr Feuchtigkeit aufweist, hat „Champagne Powder“ nur 6 bis 8 Prozent.
Die Steamboat Ski and Resort Corporation in Steamboat Springs (Colorado) ließ sich im Jahr 2010 „Champagne Powder“ als Marke für Beherbungsdienstleistungen beim United States Patent and Trademark Office eintragen. Die in der Folge versandten Abmahnungen gingen nicht nur an andere Skigebiete, sondern auch an Nachrichtenportale und Zeitungen.